# 阿卜罗赫拜
阿卜罗赫拜（阿拉伯语：‎ 549年—624年），全名阿卜·乌宰伊·本·阿卜杜勒·穆塔利卜·伊本·哈希姆（英語：Abu Uzzai Ibn Abdul Mutallib Ibn Hashim）是穆罕默德父亲的叔叔。由于他被认为是伊斯兰教的敌人，而在Surah al-Massad被判处死刑。